# Clarafond-Arcine
Clarafond-Arcine település Franciaországban, Haute-Savoie megyében. Lakosainak száma 1053 fő (2022. január 1.). Clarafond-Arcine Léaz, Chaumont, Chêne-en-Semine, Chessenaz, Chevrier, Dingy-en-Vuache, Éloise, Vanzy és Vulbens községekkel határos.

## Népesség
A település népességének változása:
| Lakosok száma | 898  | 978  | 1043 | 1033 | 1031 | 1034 | 1040 | 1046 | 1053 |
|               | 2013 | 2015 | 2016 | 2017 | 2018 | 2019 | 2020 | 2021 | 2022 |